# River Sprint
Der River Sprint ist ein Fluss in Cumbria, England.
Der Fluss entspringt an den südlichen Hängen vom Harter Fell und Branstree. Der River Sprint fließt durch das Longsleddale-Tal und mündet bei Burneside in den River Kent.